# Teapa (kommun)
Teapa är en kommun i Mexiko.   Den ligger i delstaten Tabasco, i den sydöstra delen av landet, 700 km öster om huvudstaden Mexico City. Antalet invånare är 53 555. Arean är 680 kvadratkilometer.
Terrängen i Teapa är varierad.
Följande samhällen finns i Teapa:
- Teapa
- Eureka y Belén
- Manuel Buelta 2da. Sección
- Ignacio Allende 2da. Sección
- José María Morelos y Pavón
- Chapultepec
- Colorado
- Mariano Abasolo
- Colonia Municipal
- Ignacio Allende 1ra. Sección
- Nicolás Bravo 2da. Sección
- Mariano Pedrero 1ra. Sección
- Francisco Javier Mina
- Las Lilias
- División del Norte